# جنود باف (فوج كنت الشرقية الملكي)
لقد كان جنود باف (ذوو الملابس الصفراء اللون)(فوج كنت الشرقية الملكي)، والذين كانوا يُعرفون سابقًا بلقب فوج المشاة الثالث فوجًا للمشاة من الجيش البريطاني حتى عام 1961. والذي يعود تاريخه إلى عام 1572 وكان يُعد أحد أقدم الأفواج في الجيش البريطاني، حيث احتل المرتبة الثالثة في ترتيب الأسبقية (تم تصنيفه فوجًا ثالثًا لخط الدفاع). ولقد قدم خدمات جليلة على مدى فترة زمنية تبلغ حوالي أربعمائة عام وحصد مائة وست عشرة جائزة عن شرف المعركة. وعقب سلسلة من عمليات الدمج منذ عام 1961، استمرت سلالته حتى الآن بقيادة الفوج الملكي لأميرة ويلز.

## معلومات تاريخية
ترجع أصول الفوج إلى فوج المشاة بقيادة توماس مورجان، فرق لندن المدربة الذي تكون منذ 1572 حتى 1648. وفي 1665، كان يعرف بلقب فوج (سلاح البحرية الهولندي) الرابع وبحلول 1668 بلقب  فوج (هولندا) الرابع. وفي الفترة 1688 - 1689، تمت تسميته بلقب «الفوج الرابع بقيادة الأدميرال الأعلى» حتى تمت تسميته في 1751 باسم العقيد الآمر، كما هو الحال مع أسماء الأفواج الأخرى، ليصبح فوج المشاة الثالث تحت قيادة هوارد في الفترة 1737 - 1743 حتى أصبح فوج المشاة الثالث، «جنود باف بقيادة هوارد».
- 1751-1782 فوج (كنت) الثالث للمشاة، «جنود باف»
- 1782 - 1881 فوج (كنت الشرقية) الثالث للمشاة («جنود باف»)
- 1881 - 1935 جنود باف، (فوج كنت الشرقية)
- 1935 - 1961 جنود باف، (فوج كنت الشرقية الملكي)

## أصل لقب «جنود باف»
تمت تسمية الفوج الثالث بلقب «جنود باف» بسبب ارتداء الجنود لسترات صفراء اللون - مصنوعة من الجلد الناعم - في البداية عندما قدم خدماته بالخارج في هولندا، ثم عندما كان لقبه فوج مشاة سلاح البحرية. ثم صُممت له لاحقًا ملابس وصديريات باللون الأصفر لتمييزه عن باقي الأفواج الأخرى وكانت معداتهم الجلدية باللون الأصفر بدلاً من اللون الأبيض التقليدي المصبوغ.
تلقى الفوج لقب «جنود باف القدامى» أثناء معركة ديتينجن في 1743، عندما قام فوج المشاة (هانتندنشاير) الحادي والثلاثين بالاستعراض أمام الملك جورج الثاني والتقدم نحو ساحة القتال بحماس عظيم. فقام الملك معتقدًا بأن هذا الفوج هو الفوج الثالث بسبب ملابسهم صفراء اللون، بتشجيعهم صارخًا، «أحسنتم، يا جنود باف! أحسنتم!». وعندما قام أحد معاونيه، وهو المسؤول عن الفوج الثالث، بتصحيح معلومات جلالته، فهلل متحيرًا، «أحسنتم، يا جنود باف الشباب! أحسنتم!»، ولذلك تم منح الفوج الحادي والثلاثين شرف لقب «جنود باف الشباب». ثم اعتاد الفوج الثالث على تسمية أنفسهم بلقب «جنود باف القدامى» لتمييزهم عن الفوج الحادي والثلاثين.

## وصلات خارجية
- The 3rd East Kent Regiment or Buffs Reenactment Society
- The 3rd Foot or Buffs Napoleonic/War of 1812 American Reenactment group
- Dragons Fury WWII living History Group (The Buffs)
- 19th Century timeline for The Buffs